# Paulínia
Paulínia és una ciutat brasilera a l'estat de São Paulo, a 118 km al nord de São Paulo. Té una superfície de 139 km², i una població estimada, l'any 2008 de 81.544 habitants.